# Sergiu Toma

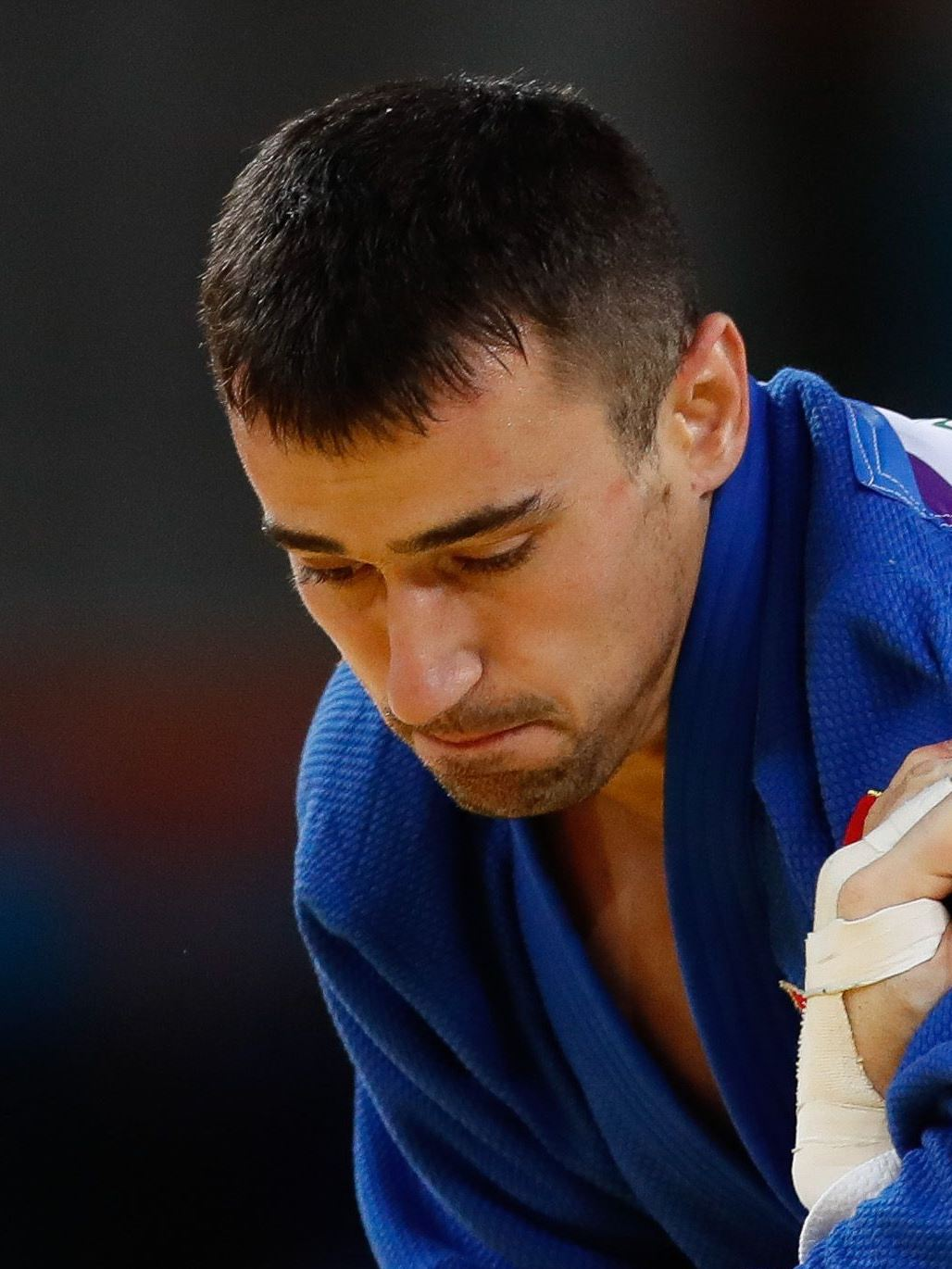
Sergiu Toma (2016)

Sergiu Toma (* 29. Januar 1987 in Chișinău, Moldauische SSR) ist ein ehemaliger moldauischer Judoka, der seit 2013 für die Vereinigten Arabischen Emirate antritt. Er gewann bei den Olympischen Spielen 2016 eine Bronzemedaille.

## Karriere
2005 siegte Toma bei den U20-Europameisterschaften im Halbleichtgewicht. Im Jahr darauf belegte er im Leichtgewicht den siebten Platz bei den U20-Weltmeisterschaften. 2007 gewann er eine Bronzemedaille bei der Universiade. 2008 gewann er das Weltcup-Turnier in Paris. Bei den Olympischen Spielen 2008 in Peking schied er in seinem ersten Kampf gegen den Georgier David Kevkhishvili aus. 
Nach den Olympischen Spielen wechselte der 1,80 m große Toma ins Halbmittelgewicht, die Gewichtsklasse bis 81 Kilogramm. Bei den Europameisterschaften 2011 in Istanbul bezwang er im Viertelfinale den Deutschen Ole Bischof und im Halbfinale den Russen Siraschudin Magomedow. Nach seiner Finalniederlage gegen den Aserbaidschaner Elnur Məmmədli erhielt er die Silbermedaille. Bei den Weltmeisterschaften 2011 in Paris unterlag er im Viertelfinale dem Brasilianer Leandro Guilheiro, mit Siegen über den Ukrainer Artem Wassylenko und den Franzosen Loïc Pietri erkämpfte sich Toma eine Bronzemedaille. Bei den Olympischen Spielen 2012 gewann er seinen ersten Kampf gegen den Tschechen Jaromír Musil, schied dann aber gegen den Japaner Takahiro Nakai aus. Im Oktober 2012 belegte er beim Grand-Slam-Turnier in Abu Dhabi den dritten Platz, es war sein letztes erfolgreiches Turnier als Moldauer.
Ein Jahr später siegte er beim Turnier in Abu Dhabi. Beim gleichen Turnier siegte mit Victor Scvortov im Leichtgewicht ein weiterer Judoka, der aus der Republik Moldau in die Vereinigten Arabischen Emirate gewechselt war. 2014 war Toma Dritter beim Turnier in Abu Dhabi, 2015 Zweiter hinter dem Bulgaren Iwajlo Iwanow. Bei den Olympischen Spielen 2016 in Rio de Janeiro bezwang Toma den Deutschen Sven Maresch und den Brasilianer Victor Penalber vorzeitig. Im Viertelfinale gegen den Japaner Takanori Nagase musste er über die volle Zeit. Nach der Halbfinalniederlage gegen den Russen Chassan Chalmursajew bezwang er im Kampf um eine Bronzemedaille den Italiener Matteo Marconcini nach 2:16 Minuten. 2017 gewann Toma das Turnier von Abu Dhabi.
2018 wechselte er ins Mittelgewicht bis 90 Kilogramm. Bei den Asienspielen 2018 schied er in der ersten Runde aus.